# Ooencyrtus sinis
Ooencyrtus sinis är en stekelart som beskrevs av Prinsloo 1987. Ooencyrtus sinis ingår i släktet Ooencyrtus och familjen sköldlussteklar. Inga underarter finns listade i Catalogue of Life.